# Schlinig
Schlinig (italienisch Slingia, rätoromanisch Schlingiaⓘ) ist eine Fraktion der Gemeinde Mals in Südtirol (Italien) in der Nähe der italienisch-schweizerischen Grenze. Die Fraktion befindet sich im Schlinigtal, einem Seitental des Vinschgaus. Sie umfasst neben dem gleichnamigen Dorf im Talinneren auch den Weiler Prämajur an den Hängen des Watles über dem Talausgang.

## Geschichte

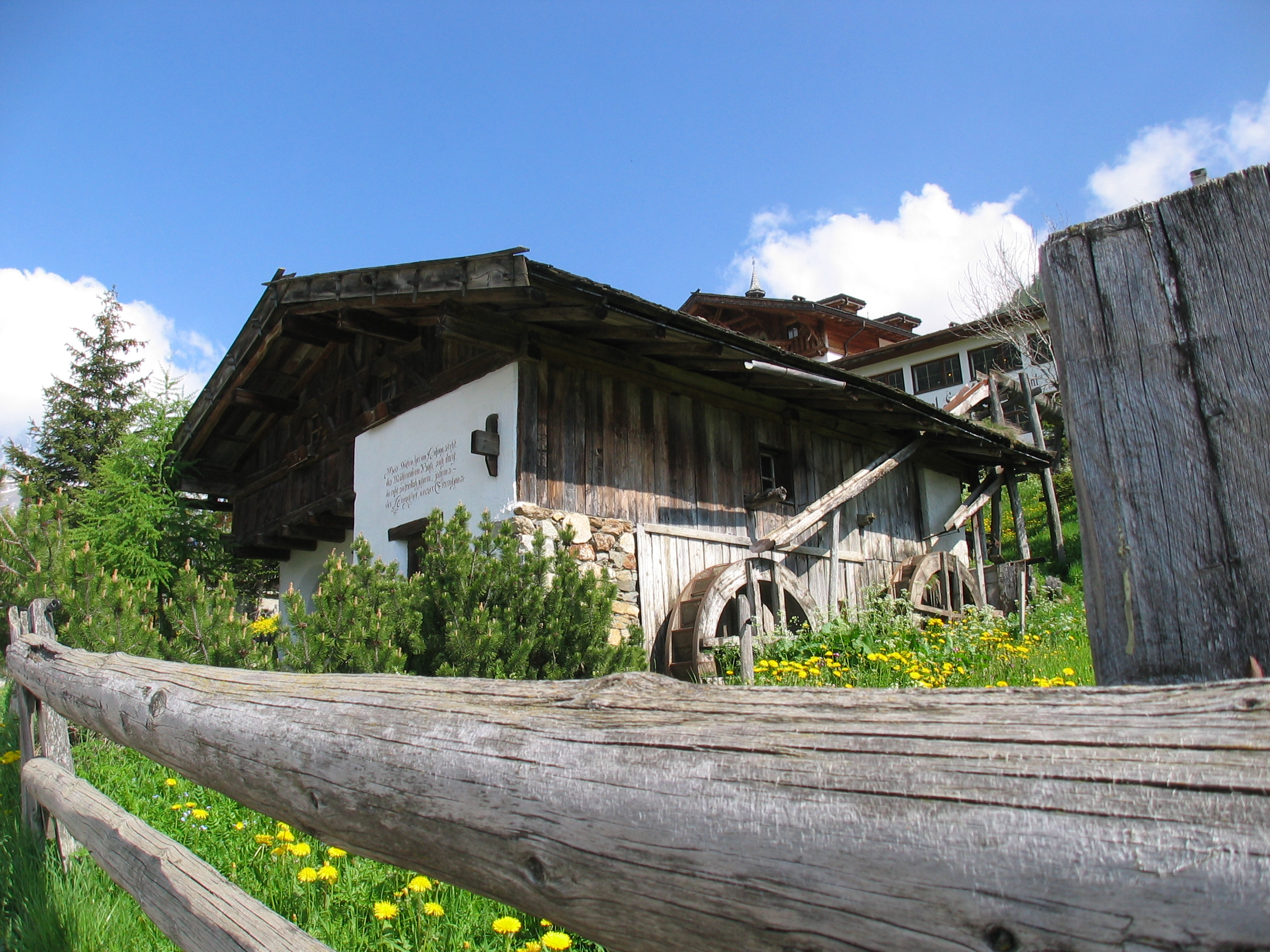
Die alte Mühle in Schlinig

Erwähnt wurde Schlinig erstmals in einer urkundlichen Aufzeichnung Goswins von Marienberg aus den Jahren 1161–1164 als Sliniga. Christian Schneller führt den Namen auf Salinica zurück und vermutet, dass das Tal ursprünglich von den Söles-Höfen (1178: Salina) südlich von Glurns urbar gemacht und bewirtschaftet wurde. Diether Schürr hält es für näherliegend, dass Schlinig mittels einer Suffixerweiterung nach der Ortschaft Schleis am Talausgang benannt wurde.
Aus dem 12. Jahrhundert stammt auch die kleine Burgruine Kastellatz bei Prämajur.
Schlinig gehörte früher zur Urpfarre St. Stefan. Das ist ein sicherer Hinweis, dass es zumindest schon in karolingischer Zeit besiedelt gewesen sein muss. Nach der Gründung des Klosters Marienberg wurde die seelsorgliche Betreuung von dessen Mönchen übernommen. Das Kloster wurde 1220 der fast alleinige Grundherr des Tales und übte zudem die niedere Gerichtsbarkeit bis 1875 aus.
Im 15. Jahrhundert erhielt Schlinig eine kleine, gotische, dem hl. Antonius Abbas geweihte Kirche, die 1775 umgebaut wurde und einen Zwiebelturm angebaut bekam. Der spätbarocke Altar (1763), zwei Altarbilder mit geschnitztem Rahmen, Anna selbdritt (um 1700) und Antonius von Padua 1679, ein Weihwasserstein aus weißem Marmor (16. Jahrhundert) und eine in Sterzing gegossene Glocke von 1587 gehören zur Einrichtung.
Bemerkenswert ist eine Gemeindeordnung aus dem Marienberger Archiv vom Jahre 1532, die in deutscher Sprache abgefasst ist: Die Hofgemeinschaft wählte jährlich am 1. Mai nicht nur einen Dorfmeister und einen Saltner (Fluraufseher), sondern auch einen Wirt. Dem Schutz des Waldes vor Raubbau und der Weidewirtschaft wird darin große Aufmerksamkeit gewidmet. Deutsch als Sprache dieses Dokuments ist deshalb bemerkenswert, weil das Umfeld des Klosters im oberen Vinschgau damals noch stark von der rätoromanischen Sprache geprägt war. Das Kloster war aber nach dem Schwabenkrieg und nach dem Vordringen der Reformation im Engadin – auch als starker Arm der weltlichen Behörden – maßgeblich daran beteiligt, eine gezielte Eindeutschungspolitik durchzusetzen, mit der das Rätoromanische im Vinschgau als gesprochene Sprache letztlich ausstarb. Mit diversen – auch Druck und Zwang beinhaltenden – Maßnahmen sollte die Vinschger Bevölkerung von den politisch nun faktisch unabhängigen Bündnern und vom reformatorischen Gedankengut, das sich in der Nachbarschaft jenseits der Grenze ausbreitete, sprachlich isoliert werden.
1928 wurde das bis dato eigenständige Schlinig der Gemeinde Mals zugeschlagen.
2010 wurde die Grundschule aufgrund zu geringer Einschreibungszahlen geschlossen.

## Wirtschaft
Früher war Schlinig ganz auf die Berglandwirtschaft ausgerichtet. Um 1900 begann der Alpintourismus sich auch in diese Gegend zu erstrecken. Der Fremdenverkehr spielt heute neben der nach wie vor dominierenden Landwirtschaft eine immer wichtigere Rolle. Großer Impulsgeber dafür ist im Winter der Skilanglauf.
1901 erbaute die Sektion Pforzheim des Deutsch-Österreichischen Alpenvereins die Pforzheimer Hütte nahe dem Schlinigpass. Um 1910 wurde der Passübergang durch den Bau des Felsensteiges durch die Uina-Schlucht in das Engadin (Gemarkung der Gemeinde Sent) begehbar gemacht. Nach dem Krieg diente die Hütte als Stützpunkt für italienische Zöllner, die den regen Schmuggel über den Pass durch ihre Präsenz bis 1972 vergeblich einzudämmen versuchten. Für die Gäste wurde eine neue Hütte, die Sesvennahütte, errichtet: 2256 m s.l.m. hoch gelegen.

## Sport
Schlinig ist ein beliebtes Wandergebiet und Ausgangspunkt für Touren in die Sesvennagruppe (Piz Sesvenna, 3205 m s.l.m. und Muntpitschen, 3162 m s.l.m. im Talhintergrund) und ins Unterengadin. Es ist ein Eldorado für Langlaufsportler. Leicht erreichbar ist das nahegelegene Skigebiet Watles. Außerdem befindet sich in der Ortschaft eine anspruchsvolle Rollerskaterbahn.
Schlinig erhielt im Jahr 2008 kurzfristig den Zuschlag für die Ausrichtung der Junioren-Weltmeisterschaft im Langlauf (23.–29. Februar 2008).

## Persönlichkeiten
- Franz Abart, ein in Schlinig geborener, mit 14 Jahren in die Schweiz ausgewanderter und dort bekannt gewordener Bildhauer
- Barbara Moriggl, Langläuferin der italienischen Nationalmannschaft
- Thomas Moriggl, Langläufer der italienischen Nationalmannschaft